# Peperone crusco
Il peperone crusco è un prodotto tipico della cucina lucana, riconosciuto come prodotto agroalimentare tradizionale (PAT) della regione Basilicata.
I peperoni cruschi sono noti in Basilicata con diversi nomi a seconda delle zone: tra cui puparulë, paparulë, pëpërussë, pupaccë e pupavërë crušchë, mentre nell'area di Senise sono conosciuti come źafaranë crušchë.
Sono anche diffusi nella cucina calabrese centro-settentrionale, dove vengono chiamati zafarani, pìpi cruschi e vajanelli jarli.
Una varietà simile detta sciuscillone si può trovare nella Campania meridionale, in particolare nel comune di Teggiano.

## Descrizione
Si tratta di un peperone dal colore rosso intenso e dal sapore dolce, coltivato nella zona del Pollino, in particolar modo nel senisese dal 1600.
Solitamente, viene impiegata la variante locale (peperone di Senise) per la sua polpa sottile e il basso contenuto d'acqua, qualità che lo rendono adatto all'essiccazione, nonché per la sua peculiarità di tenere il picciolo ben saldo al frutto anche ad essiccazione avvenuta. Si può trovare in tre forme: appuntito, a tronco o a uncino.
La semina inizia in primavera e il raccolto viene effettuato nei primi di agosto. Viene, in seguito, disposto su teli di stoffa per qualche giorno in luoghi bui e asciutti. Successivamente, i peperoni vengono legati con uno spago creando delle collane note come serte (o nserte), dalle dimensioni che possono raggiungere anche 2 metri di lunghezza. Da tradizione, le serte vengono appese ai balconi e all’interno di serre o locali areati per garantire l'essiccazione dei peperoni.
È fondamentale che il processo avvenga in ambienti caldi e a bassa umidità, prevenendo lo sviluppo di muffe e insetti.

## Usi
Nella cucina lucana, l'uso più ricorrente è quello di privare il peperone del picciolo e dei semi, per essere "scottato" in olio per pochi secondi: l'escursione termica fa sì che l'ortaggio diventi "crusco", cioè croccante. Il peperone così cucinato può quindi essere usato come contorno o snack, e come ingrediente di altri piatti tipici della regione, tra cui la pasta con i peperoni cruschi, baccalà alla lucana, acquasale, pane cotto e strascinati con la menta. È altresì impiegato come aroma in polvere (źafaranë pësatë) per arricchire carni, legumi, prodotti da panetteria, cioccolato e gelato. Per i suoi molteplici usi, viene spesso definito come "oro rosso" della Basilicata.
Anche nella cucina calabrese viene consumato fritto o passato velocemente in forno e sminuzzato finemente per ottenere una spezia (vajanella pisata), impiegata come condimento di minestre, verdure e uova fritte.